# 23 (Central Cee)
23 è il secondo mixtape del rapper britannico Central Cee, pubblicato il 25 febbraio 2022.

## Tracce
1. Khabib – 3:18
2. Straight Back to It – 3:16
3. Ungrateful – 2:53
4. Bunda – 1:51
5. Retail Therapy – 2:55
6. Eurovision (feat. Rondodasosa, Baby Gang, A2anti, Morad, Beny Jr, Ashe 22 e Freeze Corleone) – 4:03
7. Cold Shoulder – 3:12
8. Mrs – 2:28
9. Air Bnb – 2:18
10. No Pain – 1:34
11. Terminal 5 – 1:36
12. Obsessed with You – 1:48
13. 8 Ball – 2:43
14. Lil Bro (feat. Lil Bro) – 3:09
15. End of the Beginning – 3:14